# Golden Delicious

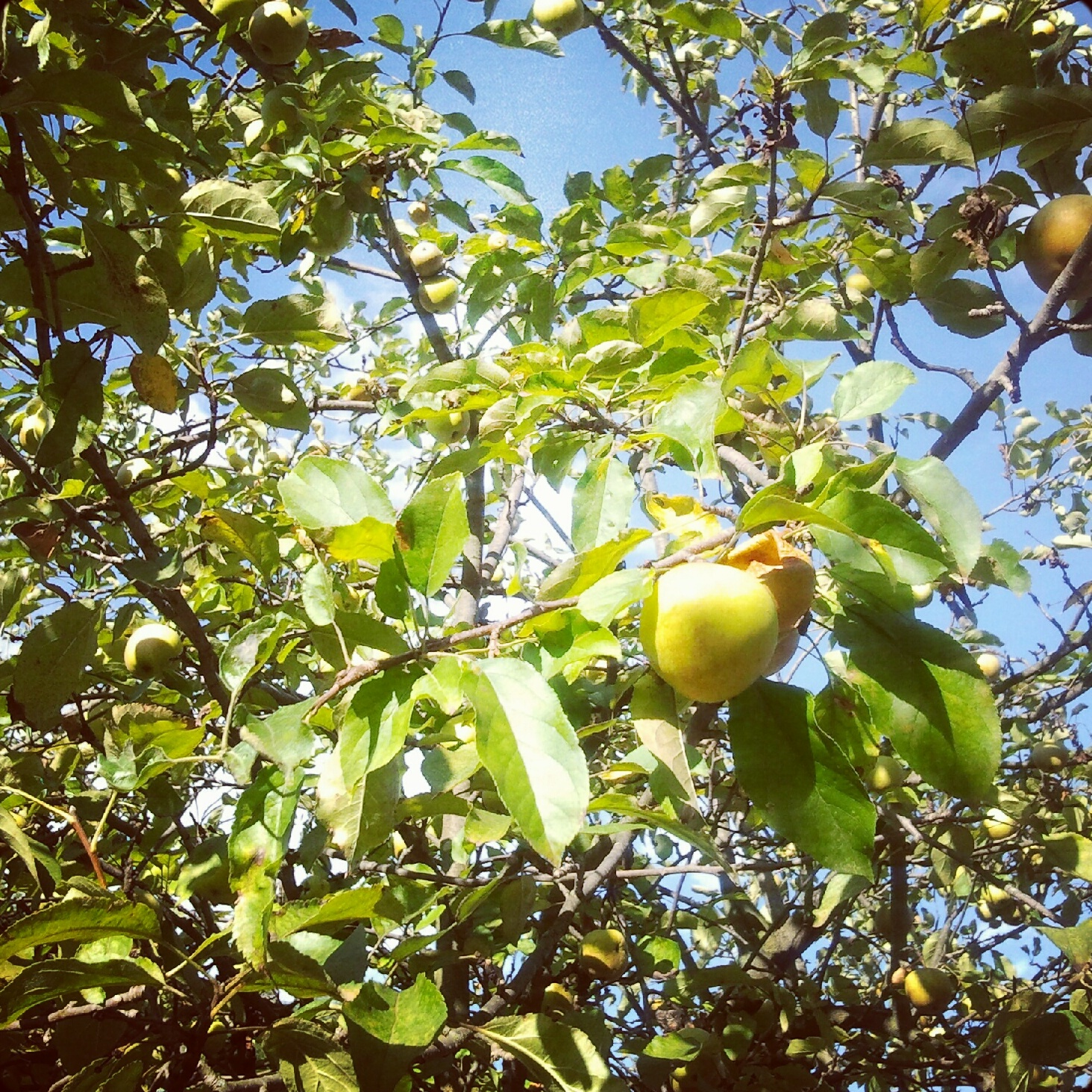
Malus domestica 'Golden Delicious'

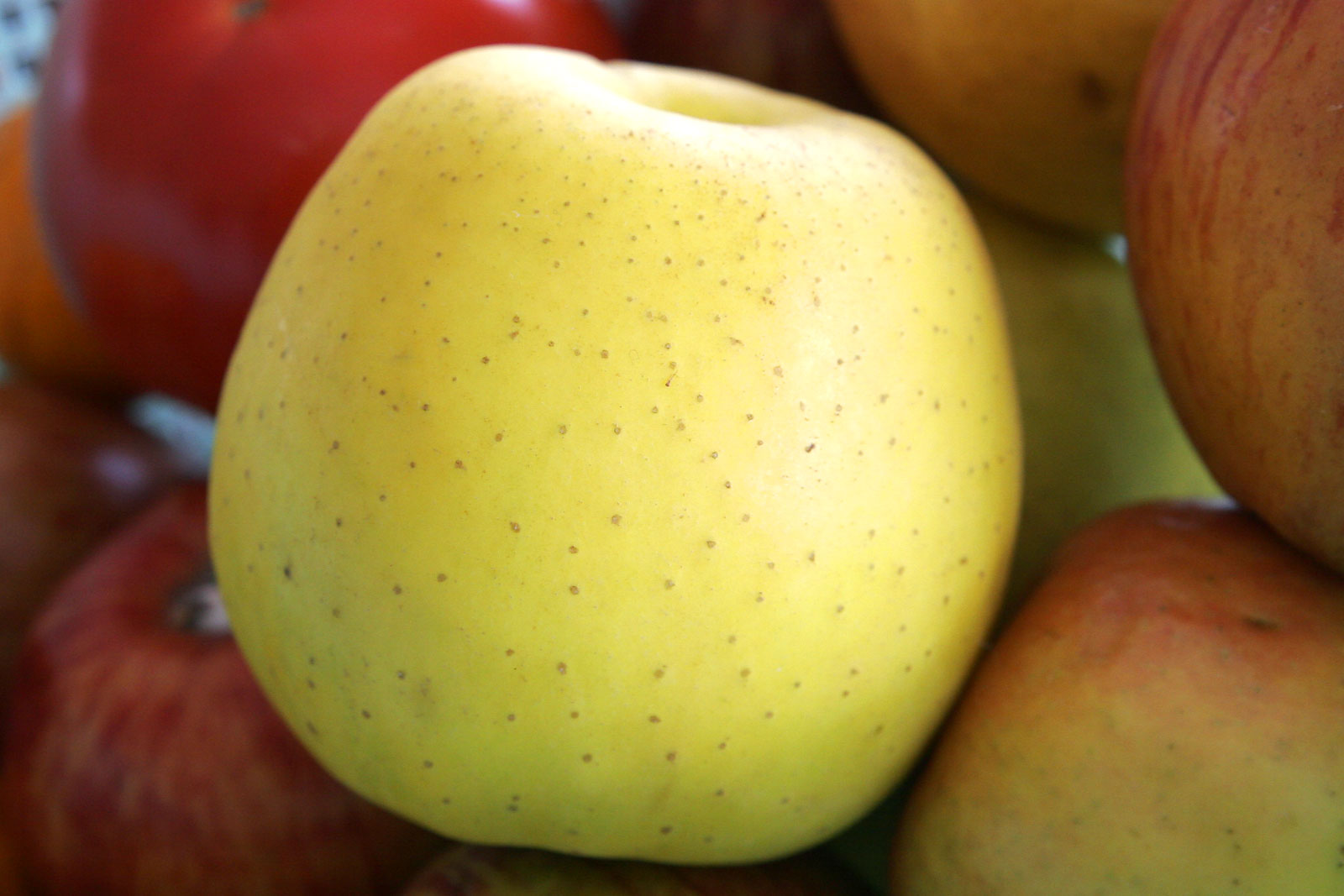
Een golden delicious, banaanappel of gouden liesje

De  'Golden Delicious' is een cultivar van de appel Malus domestica en is in 1914 in de handel gebracht door Stark Brothers, Louisiana. De vruchten van deze cultivar zijn groengeel, met een zoete smaak en sappig vruchtvlees.

## Herkomst
De variëteit werd in 1890 door A.H. Mullins in Clay County in West Virginia in de Verenigde Staten tussen toevalszaailingen ontdekt en daarna vegetatief vermenigvuldigd. Ze is vermoedelijk ontstaan uit een kruising van 'Grimes Golden' met een onbekend ras. Er worden verschillende mutanten geteeld, in Nederland voornamelijk de mutant Reinders, omdat deze gladdere vruchten geeft. De cultivar wordt in de meeste appelproducerende landen geteeld en de vruchten worden daardoor het hele jaar op de markt gebracht.

## Vrucht
De groengele appels worden bij het rijpen steeds geler en krijgen rode blosjes. Het vruchtvlees is zoet en sappig. De appels zijn lang te bewaren en zijn geschikt als handappels, voor sapproductie, gebaksvulling en appelmoes.
Vroeger werd deze appel banaanappel genoemd, vanwege de vettige gele schil en de zoete smaak. Sommige fruitverkopers gebruiken deze naam nog steeds. Ook werden ze wel gouden liesjes genoemd, een verbastering van de van oorsprong Engelse naam. Inmiddels is de Engelse naam ingeburgerd en worden de appels golden delicious genoemd.

## Ziekten en beschadigingen
'Golden Delicious' is vatbaar voor Gloeosporium-rot en schurft en weinig vatbaar voor echte meeldauw en vruchtboomkanker.